# Kyjiv-Syrec (železniční zastávka)
Kyjiv-Syrec (ukrajinsky Київ-Сирець) je železniční zastávka na severozápadě Kyjeva, která se nachází ve čtvrti Syrec, poblíž stanice metra Syrec. Zastávka leží na centrálním okruhu kyjevského železničního uzlu a zastavují zde vlaky Kyjevské městské železnice.

## Historie
Zastávka vznikla při výstavbě severní obchvatové tratě Kyjeva, na mapě byla poprvé označena v roce 1918 jako křižovatka Syrec. Zastávka a trať byla elektrizována v roce 1968. V roce 2004 byla poblíž zastávky otevřena stanice metra Syrec na třetí lince.